# پاخوره
پاخوره نوعی بیماری قارچی است که به ریشه و پاهنگ (طوقهٔ) غلات حمله می‌کند و علاوه بر کاهش چشمگیر محصول، ممکن است موجب سیاهی ریشه یا کوتولگی یا سفیدخوشگی یا حتی مرگ گیاه شود.
عامل این بیماری، قارچ پاخوره (Gaeumannomyces graminis) است که قارچی خاکزی است. در اثر آلودگی شدید، بوته‌ها کوتاه، زودرس و خوشه‌ها سفید و عقیم می‌شوند. علایم بیماری در مرحله شیری شدن دانه‌ها مشهودتر است. در آلودگی زودهنگام، بوته‌ها کوتاه و کمی زردرنگ می‌باشند.
یکی از بهترین روشهای کنترل این بیماری، اجرای تناوب با گیاهان غیر میزبان (گیاهان دولپه‌ای مانند نخود، لوبیا و بقولات) است. از بین بردن بقایای گندم و جو پس از برداشت با اجرای شخم عمیق یا نیمه عمیق و نیز حذف کامل گندم‌های خودرو نقش مهمی در کنترل بیماری ایفا می‌کنند.